# Пришълецът срещу Хищникът
„Пришълецът срещу Хищникът“ (на английски: Alien vs. Predator) е американски научнофантастичен филм, режисиран от Пол Уилям Скот Андерсън, чиято премиера е на 13 август 2004 година. Базиран е на няколкото издания от комикса Пришълецът срещу хищника, публикуван от Дарк хорс комикс. Този филм бележи първата поява на двата отделни вида в един филм.
Продължение е на филмите Пришълецът и Хищникът, от които са взети основните герои.

## В ролите
- Сана Латан – Алекса Уудс
- Ланс Хенриксен – Чарлс Бишоп
- Раул Бова – Себастиян Де Poca
- Юън Бремнър – Греъм Милър
- Колин Салмон – Максуел Стафорд
- Иън Уайт – Хищникът
- Том Удръф мл. – Пришълецът

и други

## Филми от поредицата за „Пришълецът“
- Пришълецът (Alien, 1979)
- Пришълците (Aliens, 1986)
- Пришълецът 3 (Alien 3, 1992)
- Пришълецът: Завръщането (Alien Resurrection, 1997)
- Пришълецът срещу Хищникът (Alien vs. Predator, 2004)
- Пришълците срещу Хищника 2 (Aliens vs. Predator: Requiem, 2007)
- Прометей (Prometheus, 2012)
- Пришълецът: Завет (Alien: Covenant, 2017)
- Пришълецът: Ромул (Alien: Romulus, 2024)

## Филми от поредицата за „Хищникът“
- Хищникът (Predator, 1987)
- Хищникът 2 (Predator 2, 1990)
- Пришълецът срещу Хищникът (Alien vs. Predator, 2004)
- Пришълците срещу Хищника 2 (Aliens vs. Predator: Requiem, 2007)
- Хищници (Predators, 2010)
- Хищникът (The Predator, 2018)
- Хищникът: Плячка (Prey, 2022)
- Хищникът: Опасна зона (Predator: Badlands, 2025)